# Протести в Румунії (2013)
Соціальні протести в Румунії — серія протестних мітингів і демонстрацій, які почалися в середині січня 2013 року з причини масової невиплати заробітної плати і важких умов праці на підприємствах країни. Серед вимог протестантів була й відставка уряду, який вони звинувачували в недбалості і некомпетентності, а також у невиконанні обіцянок, даних на виборах 2012 року.

## Історія
Протести і заворушення в Румунії почалися як хвиля мирних демонстрацій у січні 2012 року, після запровадження нового законодавства в галузі охорони здоров'я. Протести були підкріплені заходами жорсткої економії, що вживав уряд країни з травня 2010 року, а також — непопулярністю самого уряду Еміля Бока. Поступово демонстрації стали супроводжуватися масовими заворушеннями і актами вандалізму. Коли політичні протести посилилися, прем'єр-міністр Бок вирішив піти у відставку (6 лютого 2012 року).
За перші шість місяців 2012 року в країні змінилося три уряди. Літо 2012 року ознаменувалося великомасштабною політичною кризою, викликаною звинуваченнями в плагіаті з боку прем'єр-міністра Віктора Понта, і завершилося імпічментом президенту Траяну Бесеску з боку парламенту країни. Проведений після цього референдум щодо імпічменту президента показав, що більше 80 % виборців хотіли б його звільнення — але Конституційний суд країни сам референдум визнав недійсним через відсутність 50 % явки. Протягом усього цього періоду країни заходу попереджали керівництво Румунії про стан демократії в країні: були висунуті звинувачення у фальсифікації результатів голосування на референдумі.
Після парламентських виборів 9 грудня 2012 року Віктор Понта, підтриманий Соціал-ліберальним союзом, був призначений прем'єр-міністром Румунії. Його призначення відзначилося корупційними скандалами і вуличними протестами. Демонстрації мали різні причини: серед яких були і підвищення податків, і експлуатація родовищ сланцевого газу із застосуванням гідророзриву пласта, і проект Roşia Montană. Сотні тисяч людей — зокрема лікарів, вчителів і студентів — вийшли на вулицю, щоб висловити невдоволення політикою нового уряду. Співробітники транспорту та системи охорони здоров'я також страйкували декілька разів.
Переважно мирні протести в деяких випадках все ж вироджувалися в зіткнення демонстрантів з правоохоронними органами. Уряд Понта як національні, так і міжнародні організації звинувачували в надмірному застосуванні сили. Етнічні угорці країни почали серію протестів за автономію Секейського краю, тоді як профспілкові рухи вимагали об'єднання Румунії та Молдови.
Взимку 2014 року керівний альянс впав, через зростання внутрішньої напруженості між партіями, що входили в нього. Націонал-ліберальна партія покинула альянс і об'єдналася з Демократичною ліберальною партією, щоб сформувати найбільшу праву партію в Румунії в післяреволюційний період. Влітку того ж року Віктор Понта і Клаус Йоганніс почали висунення своїх кандидатур на президентських виборах. Досить несподівано на виборах переміг етнічний німець і протестант за віросповіданням Йоганніс.

## Передумови

### Соціальні проблеми
Румунія є країною з найвищим рівнем бідності в Європейському Союзі: більше 30 % її населення живе менше ніж на 5 доларів США на день. У доповіді, складеній президентською комісією з аналізу соціально-демографічних ризиків у країні, вказувалося, що існують сильні розбіжності між соціальними верствами населення: привілейованими групами, які отримують високу заробітну плату і пенсії, і рештою населення. Банкрутство багатьох компаній підвищило рівень безробіття: у липні 2013 року він досяг значення в 7,6 % — найвищого з початку економічної кризи 2010 року. Низка інших компаній, зокрема державні компанії — пошта Румунії та Румунські залізниці — перебували на межі банкрутства і змушені були проводити скорочення персоналу.
Після застосування жорстких заходів економії 2010 року румунська економіка дещо відновилася: 2013 року в Румунії було зафіксовано найвище економічне зростання серед країн ЄС. Попри це зростання рівень життя в країні знижувався: багато румунів вже не могли дозволити собі й повсякденних витрат. Погані умови роботи, масові звільнення і додатковий податковий тягар викликали невдоволення населення, яке виходило на вулицю з протестом. Незважаючи на вступ Румунії до НАТО 2004 року і Європейський союз 2007 року, політична ситуація в країні в цілому залишалася нестабільною, з періодичними інституційними зіткненнями між президентом, прем'єр-міністром і парламентом (наприклад, 2007 і 2012 років) — що також підживлювало соціальну напруженість.